# Bel Pils
Bel pils is een Belgisch blond bier met een lage gisting en een alcoholpercentage van 5%.
Het krijgt zijn typische karakter door het gebruik van speciale lagergist en hop van Saaz, die instaat voor het karakteristieke bittere smaak van het bier. Aangezien Bel Pils na een maand al wordt gebotteld, is het een vrij jong bier, dat licht op de tong valt en makkelijk doordrinkt.
Het bier wordt gebrouwen sinds 1930 maar toen onder de naam Extra Blond. Tussen 1976 en 1991 werd de naam Extra pilsener om vanaf 1991 Bel Pils te heten.